# Alanin transaminaza
Alanin transaminaza (EC 2.6.1.2, glutaminska piruvinska transaminaza, glutaminska alaninska transaminaza, GPT, beta-alaninska aminotransferaza, alaninska aminotransferaza, alanin-alfa-ketoglutaratna aminotransferaza, alanin-piruvatna aminotransferaza, ALT, glutaminska kiselina-piruvinska kiselina transaminaza, glutaminska-piruvinska aminotransferaza, -alaninska aminotransferaza, -alaninska transaminaza, L-alanin-alfa-ketoglutaratna aminotransferaza, piruvatna transaminaza, piruvat-alaninska aminotransferaza, piruvat-glutamatna transaminaza) je enzim sa sistematskim imenom L-alanin:2-oksoglutarat aminotransferaza. Ovaj enzim katalizuje sledeću hemijsku reakciju
-alanin + 2-oksoglutarat {\displaystyle \rightleftharpoons } piruvat + L-glutamat
Ovaj enzim je piridoksal-fosfatni protein.

## Literatura
- Nicholas C. Price; Lewis Stevens (1999). Fundamentals of Enzymology: The Cell and Molecular Biology of Catalytic Proteins (Third изд.). USA: Oxford University Press. ISBN 019850229X.
- Eric J. Toone (2006). Advances in Enzymology and Related Areas of Molecular Biology, Protein Evolution (Volume 75 изд.). Wiley-Interscience. ISBN 0471205036.
- Branden C; Tooze J. Introduction to Protein Structure. New York, NY: Garland Publishing. ISBN 0-8153-2305-0.
- Irwin H. Segel. Enzyme Kinetics: Behavior and Analysis of Rapid Equilibrium and Steady-State Enzyme Systems (Book 44 изд.). Wiley Classics Library. ISBN 0471303097.

## Spoljašnje veze
- Alanine+transaminase на 